# Pierre Debauche
Pour les articles homonymes, voir Debauche (homonymie).
 (janvier 2017).
Si vous disposez d'ouvrages ou d'articles de référence ou si vous connaissez des sites web de qualité traitant du thème abordé ici, merci de compléter l'article en donnant les références utiles à sa vérifiabilité et en les liant à la section « Notes et références ».
Pierre Debauche est un comédien, metteur en scène, poète, chanteur et directeur de théâtre franco-belge, né le 5 février 1930 à Namur et mort le 23 décembre 2017 à Agen.

## Biographie
Pierre Debauche a enseigné au conservatoire de Paris avec Antoine Vitez.
Pionnier de la décentralisation, il est le fondateur du théâtre des Amandiers à Nanterre qu'il dirige jusqu'en 1974. Il fonde sa propre compagnie en 1982, puis dirige successivement le Centre dramatique national du Limousin de 1984 à 1986,, le Grand Huit - réunissant la Comédie de Rennes et l'association Maison de la Culture - de 1986 à 1989. Pierre Debauche quittera le GRAND HUIT sur un déficit alors record de 2,3 millions de francs. De nombreux licenciements, et une fermeture de 6 mois mettent un terme à l'aventureuse expérience du GRAND HUIT.  Enfin il dirigera le théâtre du Jour à Agen de 1994 à sa mort.
Il est à l’origine de nombreux théâtres et festivals. Il crée en particulier  le Festival des théâtres francophones à Limoges en 1984. Il s'associe avec Jean-Marie Grassin, alors chargé de mission aux relations internationales à l'université de Limoges, pour que cette institution ne présente pas que des spectacles, mais qu'elle constitue une cellule de réflexion sur les relations culturelles, artistiques, intellectuelles du Sud vers le Nord, sur les occasions d'apprentissage mutuel qu'offre l'usage d'une même langue interculturelle. Ainsi est née avec lui l'université de la francophonie fonctionnant d'abord en partenariat, puis en parallèle avec le Festival, et proposant pendant la période du Festival une série de colloques, tables rondes, stages, expositions, débats, etc. en diverses disciplines.

## Théâtre

### Comédien
- 1956 : La première famille de Jules Supervielle, mise en scène Jacques Tourane, théâtre Studio des Champs-Elysées
- 1956 : Le ménage de Caroline de Michel de Ghelderode, mise en scène Jacques Tourane, théâtre Studio des Champs-Elysées
- 1957 : Les Amours de Don Perlimplin avec Belise en son jardin de Federico García Lorca, mise en scène Bernard Jenny, théâtre de Lutèce
- 1958 : Miguel Mañana d'Oscar Venceslas de Lubicz-Milosz, mise en scène Maurice Jacquemont, studio des Champs-Élysées
- 1959 : La Mort de Danton de Georg Büchner, mise en scène Jean Vilar, TNP-théâtre de Chaillot
- 1960 : Victimes du devoir d'Eugène Ionesco, mise en scène Jacques Mauclair, Aix-en-Provence
- 1960 : Pâques d’August Strindberg, Histoire de nuit de Sean O'Casey, Une mesure pour rien de Jean Rebel, mise en scène André Cellier, Poche Montparnasse
- 1961 : Woyzeck de Georg Büchner, mise en scène Rafael Rodriguez, théâtre du Vieux-Colombier
- 1961 : L'Express-liberté de Lazare Kobrynski, mise en scène de l'auteur, Odéon-Théâtre de France
- 1961 : Eric XIV d'August Strindberg, mise en scène Pierre Debauche
- 1962 : Les Témoins de Georges Soria, mise en scène Roger Mollien, théâtre du Vieux-Colombier
- 1963 : La Surprise de l'amour de Marivaux, mise en scène Pierre Debauche, théâtre Daniel-Sorano
- 1964 : Escurial de Michel de Ghelderode, mise en scène Pierre Debauche, Festival du Marais
- 1982 : Hippolyte de Robert Garnier, mise en scène Antoine Vitez, Théâtre national de Chaillot
- 1985 : Hernani de Victor Hugo, mise en scène Antoine Vitez, Théâtre national de Chaillot
- 1986 : L'École des bouffons de Michel de Ghelderode, mise en scène Pierre Debauche, Le Grand Huit
- 1988 : L'Illusion comique de Corneille, mise en scène Pierre Debauche, Le Grand Huit
- 1988 : Hamlet de William Shakespeare, mise en scène Pierre Debauche, Le Grand Huit
- 1991 : Les apparences sont trompeuses de Thomas Bernhard, mise en scène Dominique Féret, théâtre de l'Athénée-Louis-Jouvet

### Metteur en scène
- 1961 : Eric XIV d'August Strindberg
- 1963 : La Surprise de l'amour de Marivaux, théâtre Daniel-Sorano
- 1963 : Judith de Friedrich Hebbel, théâtre Daniel-Sorano puis studio des Champs-Élysées[6]
- 1964 : Sire Halewyn de Michel de Ghelderode, Festival du Marais
- 1964 : Escurial de Michel de Ghelderode, Festival du Marais
- 1964 : Le Trèfle fleuri de Rafael Alberti, Théâtre Daniel Sorano Vincennes
- 1965 : Le Dragon d'Evguéni Schwartz, Festival de Nanterre
- 1965 : Les Ennemis de Maxime Gorki, Festival de Nanterre
- 1965 : Le Trèfle fleuri de Rafael Alberti, théâtre Montparnasse
- 1966 : Ah Dieu ! que la guerre est jolie de Charles Chilton et Joan Littlewood, théâtre Récamier
- 1966 : La Légende et les aventures héroïques, joyeuses et glorieuses d'Ulenspiegel et de Lamme Goedzak au pays de Flandre et ailleurs de Hugo Claus, Théâtre national de Belgique
- 1966 : On ne badine pas avec l'amour d'Alfred de Musset,  Festival de Nanterre
- 1967 : Le Roi Faim de Leonid Andreïev, théâtre Récamier
- 1969 : Fin de carnaval de Josef Topol, Maison de la Culture de Nanterre
- 1969 : Pas de pitié pour la dame de Dario Fo, Maison de la Culture de Nanterre
- 1970 : Le Roi Lear de William Shakespeare, Maison de la Culture de Nanterre
- 1970 : La Fuite de Mikhaïl Boulgakov, Maison de la Culture de Nanterre
- 1971 : La Cerisaie d'Anton Tchekhov, Maison de la Culture de Nanterre
- 1972 : La Cigogne d'Armand Gatti, Maison de la Culture de Nanterre
- 1983 : Othello de William Shakespeare
- 1984 : Comme il vous plaira de William Shakespeare, Théâtre national de Chaillot
- 1986 : L'École des bouffons de Michel de Ghelderode, Le Grand Huit
- 1987 : Quatre fois Georges Courteline : Hortense, couche-toi !, Gros Chagrins, Théodore cherche des allumettes, Les Boulingrins de Georges Courteline, Le Grand Huit
- 1987 : Les Ailes du vent de Léa McCracken, Claudine Orvain, Le Grand Huit
- 1988 : L'Illusion comique de Corneille, Le Grand Huit
- 1988 : Hamlet de William Shakespeare, Le Grand Huit
- 1991 : Oncle Vania d'Anton Tchekhov
- 1993 : Paradoxe sur le comédien de Diderot, Théâtre rue Saint-Bernard
- 1996 : L'Épreuve de Marivaux, Printemps des comédiens Montpellier
- 1996 : La Fausse Suivante de Marivaux, Printemps des comédiens Montpellier
- 1996 : Phèdre de Racine, Printemps des comédiens Montpellier
- 1996 : Britannicus de Racine, Printemps des comédiens Montpellier
- 1999 : Ah Dieu ! Que la guerre est jolie... de Pierre Debauche
- 2001 : Dom Juan de Molière
- 2003 : Tartuffe de Molière
- Le roi se meurt de Eugène Ionesco
- 2009 : La Fausse Suivante de Marivaux, théâtre du Jour
- 2009 : Les Amants puérils de Wedekind, théâtre du Jour
- 2011 : Macbeth de Shakespeare, tThéâtre du Jour
- 2011 : L'Échange de Paul Claudel, Théâtre du Jour
- 2011 : écriture de L'Opéra canaille d'après L'Opéra du gueux de John Gay, adapté par Bertolt Brecht sous le titre L'Opéra de quat'sous
- 2011 : Chansons folles, théâtre du Jour
- 2012 : Le Journal d'une femme de chambre d'Octave Mirbeau, théâtre du Jour
- 2012 : Les Diablogues, de Roland Dubillard, Théâtre du Jour
- 2013 : Ah Dieu ! que la guerre est jolie... de Pierre Debauche, théâtre du Jour
- 2014 : Bérénice de Jean Racine, théâtre du Jour
- 2014 : Le Jour de Gloire est arrivé, de Pierre Debauche, théâtre du Jour
- 2015 : L'épreuve du Merveilleux de Michel Garneau, Théâtre du Jour
- 2015 : Oncle Vania d'Anton Tchekhov, théâtre du Jour
- 2016 : Le Songe d'une nuit d'été de Shakespeare, réécrit par Pierre Debauche et ses élèves, théâtre du Jour
- 2016 : Les 25 chansons les plus belles, cabaret de Pierre Debauche interprété et chanté par la promotion 2015, théâtre du Jour

## Filmographie

### Cinéma
- 1961 : Anatole , court métrage d'Henri Graziani : Gérôme
- 1977 : Le fond de l'air est rouge, de C. Marker : Apparition à la Fête de l'Humanité 1970
- 1989 :  Hiver 54, l'abbé Pierre, de D. Amar : le ministre du logement Maurice Lemaire
- 1991 :  Netchaïev est de retour, de J. Deray : le ministre

### Télévision

#### Téléfilms
- 1959 : Le Juge de Malte de Bernard Hecht : le garde no 1
- 1961 : L'Amour des trois oranges de Pierre Badel : le compère
- 1961 : Flore et Blancheflore de Jean Prat : Gaydon, le précepteur
- 1962 : Font-aux-cabres de Jean Kerchbron d'après Félix Lope de Vega : le roi
- 1962 : Candide ou l'Optimisme de Pierre Cardinal : le chef indien / le derviche
- 1963 : L'Esprit et la Lettre : Jacques le Fataliste et son maître de Pierre Cardinal : le maître
- 1963 : Le Jeu d'Elsenberg d'Edmond Tiborovsky : le passant
- 1991 : Marie la louve (épisode de la série Sabbath) de Daniel Wronecki : le metteur de loups

#### Séries télévisées
- 1960 : La caméra explore le temps, épisode « Le Drame des poisons » : le jésuite
- 1981 : La Vie fantastique des figures peintes, épisode « L'Homme à l'entonnoir  »
- 1984 : Messieurs les jurés, épisode « L'Affaire Malville » : maître Masseret
- 2001 : Julie Lescaut, épisode « Récidive » : Francis Chambeau
- 2002 : La Crim', épisode « Contre-temps » : Louis Hartmann

## Publications

### Poésie
- Ah Dieu ! Que la guerre est jolie (d'après Charles Chilton Joan Littlewood), Paris, Babel, 1972.
- Les Fiancées de Balthazar, poèmes, Limoges, Le Bruit des autres, 1989.
- Le Vol nuptial des mouches mâles sous les lustres, Arles, Actes Sud, 1990.
- Les Sensations insolentes suivi de Chansons pour l'écolier, Nouvelles de l'exil, Impasse des deux anges, Le Bruit des autres, 2001.
- Flandrin acteur, Limoges, Le Bruit des autres, 2002.
- Les Sensations insolentes, (préface de Daniel Mesguich), Le Bruit des autres, 2005.
- La Danse immobile, Limoges, Le Bruit des autres, 2006.
- Le Sourire d'Averroès, Daune, Lansman, 2007.
- Soixante dix-sept poèmes, 3 volumes, Marsolan, éd. du tarin, 2012.
- Le Grand Écart ou les 51 nouvelles de la joie de vivre, (préface de Daniel Mesguich), Bordeaux, L'Ire des marges, 2014.
- Une Vie pour rêver, Marsolan, éd. du tarin, 2018.
- Disques et K7 audio :
- La Vie aventureuse de René Descartes, Philosophe, Paroles : Pierre Debauche, Musiques : Zabo, 1996.
- Chansons inhabituelles, Paroles : Pierre Debauche, Musiques : Julie Binot Stéphane Barrière, 1999.

## Chanson
- Pierre chante Debauche, tour de chant de chansons écrites et interprétés par Pierre Debauche, accompagné au piano par Stéphane Barrière